# Snowboard agli VIII Giochi asiatici invernali
Le competizioni di snowboard agli VIII Giochi asiatici invernali si sono svolte dal 19 al 25 febbraio 2017 al Bankei Ski Area e al Sapporo Teine di Sapporo, in Giappone.

## Podi

### Uomini
| Evento                    | Oro         | Argento       | Bronzo            |
| Halfpipe (dettagli)       | Zhang Yiwei | Kweon Lee-jun | Ayumu Nedefuji    |
| Slalom (dettagli)         | Lee Sang-ho | Yuya Suzuki   | Kim Sang-kyum     |
| Slalom gigante (dettagli) | Lee Sang-ho | Choi Bo-gun   | Shinnosuke Kamino |

### Donne
| Evento                    | Oro          | Argento      | Bronzo       |
| Halfpipe (dettagli)       | Liu Jiayu    | Cai Xuetong  | Kurumi Imai  |
| Slalom (dettagli)         | Zang Ruxin   | Eri Yanetani | Shin Da-hae  |
| Slalom gigante (dettagli) | Eri Yanetani | Zang Ruxin   | Gong Naiying |

## Medagliere
| Posiz. | Nazione       | Oro | Argento | Bronzo | Totale |
| ------ | ------------- | --- | ------- | ------ | ------ |
| 1      | Cina          | 3   | 2       | 1      | 6      |
| 2      | Corea del Sud | 2   | 2       | 2      | 6      |
| 3      | Giappone      | 1   | 2       | 3      | 6      |
| Totale | Totale        | 6   | 6       | 6      | 18     |